# Banc de Sóller
El Banc de Sóller és un edifici modernista a la Plaça de la Constitució, al costat de l'església de Sant Bartomeu de Sóller, a Mallorca. És una obra de Joan Rubió i Bellver i en destaca la gran portalada i els elements decoratius, que formen un conjunt amb l'església.
El Banc de Sóller, com entitat financera, quedà constituït el 1899 amb l'objectiu de competir amb el Banc de Crèdit Balear i captar el capital dels emigrants de Sóller que tornaven de França i Amèrica. Va ser absorbit pel Banc Hispano-Americano el mes de desembre de 1943.

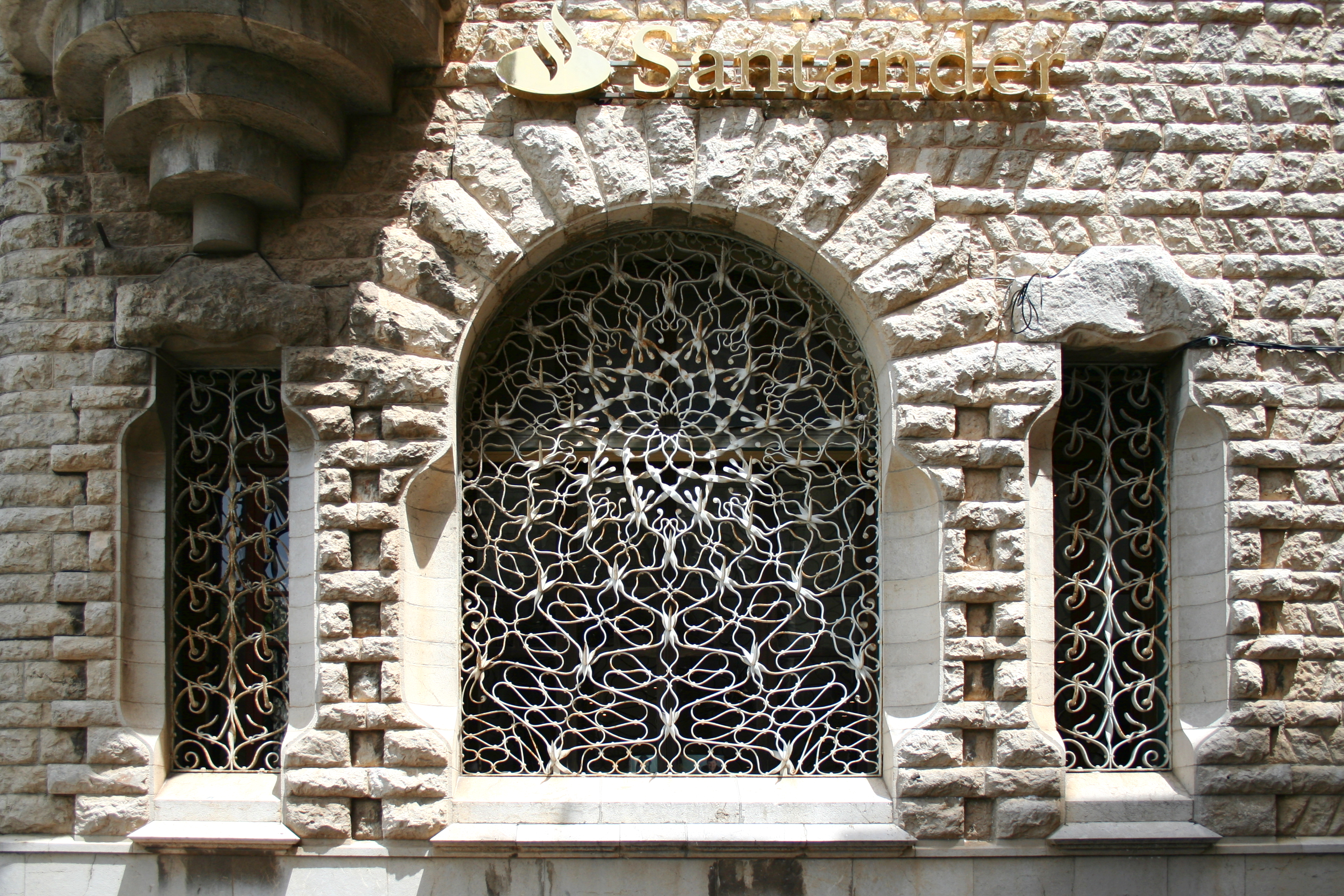
Finestra